# Réserve naturelle régionale de la côte de Delme
La réserve naturelle régionale de la côte de Delme (RNR184) est une réserve naturelle régionale située en Lorraine dans la région Grand Est. Classée en 2007, elle occupe une surface de 105 hectares et protège un ensemble de pelouses sèches sur les versants d'une butte témoin calcaire, la côte de Delme.

## Localisation

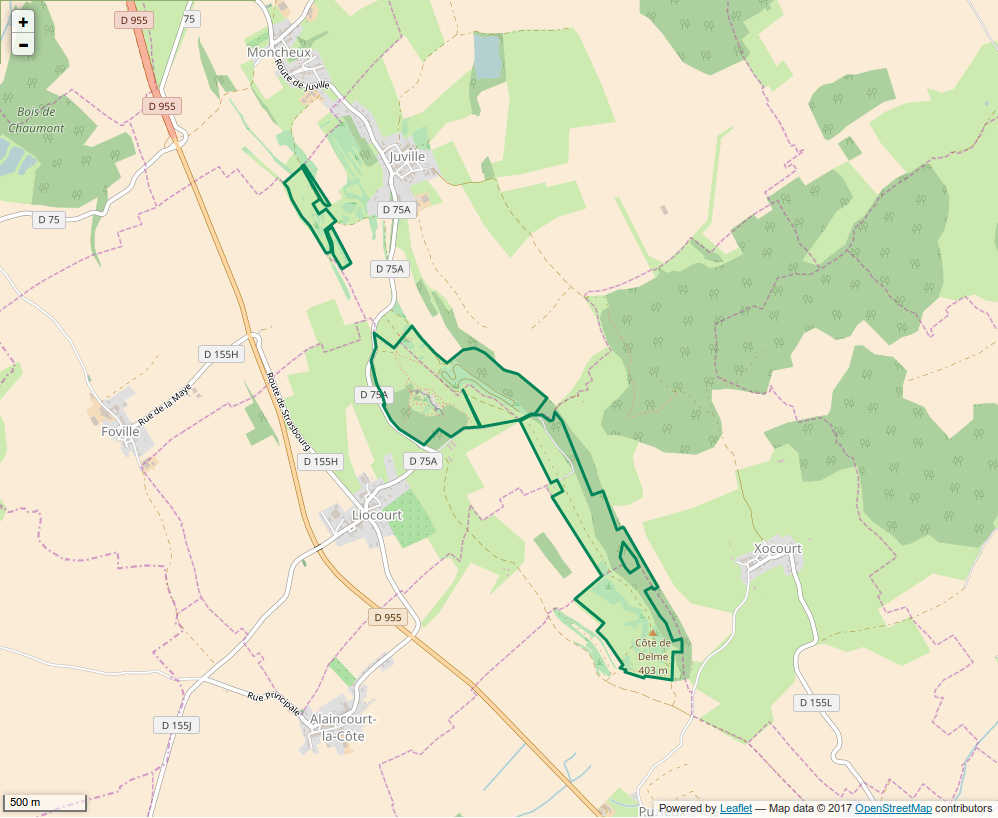
Périmètre de la réserve naturelle.

Le territoire de la réserve naturelle est dans le département de la Moselle, sur les communes de Juville, Liocourt, Puzieux et Xocourt. Il englobe la butte témoin de la côte de Delme qui culmine à 403 m.

## Histoire du site et de la réserve
Le Conservatoire d’espaces naturels  de Lorraine (CEN Lorraine) a engagé une démarche de protection de ce patrimoine naturel exceptionnel dans les années 1990. Cette démarche a abouti grâce à la mobilisation des communes et des partenaires financiers (Région, Départements). Entre 1991 et 2002, des baux emphytéotiques (33 ans) ont été signés entre les communes et le CEN Lorraine sur 101 ha de terrains situés sur les communes de Liocourt, Juville, Puzieux et Xocourt.
En 2007, le Conseil régional de Lorraine a décidé de classer ce site en Réserve Naturelle Régionale apportant ainsi un statut de protection à ce joyau de la Lorraine.
Au début du XXe siècle, la Côte était pâturée par des troupeaux qui venaient d’Alsace pour estiver en Lorraine. Cette gestion a pris fin dans les années 1950. Ce n’est qu’en 2000 qu’un pâturage extensif a pu être remis en place par le CEN Lorraine sur la Côte de Delme.
Depuis, 150 brebis quittent leur bergerie pour rejoindre le site d’avril à octobre, permettant d’entretenir les pelouses calcaires et de préserver la faune et la flore inféodée.
Le site a été également un lieu de passage dès l'époque gallo-romaine.

## Écologie (biodiversité, intérêt écopaysager…)
Culminant à 400 mètres d’altitude, la Côte de Delme possède plus  de 100 ha de pelouses calcaires offrant une vue sans obstacles sur le Saulnois et la vallée de la Nied.
Rescapée de l’érosion, la Côte de Delme, âgée de 175 millions d’années, est une butte témoin de l’ère jurassique au milieu de la plaine.
Cette butte bien exposée au soleil, laisse l’eau s’infiltrer rapidement. Le sol sec et pauvre en éléments nutritifs favorise le développement d’une végétation herbacée basse, que l’on définit de « pelouse calcaire ». Ces conditions permettent le développement d’espèces à affinité méditerranéenne, rares en Lorraine.  

### Flore
La flore compte plus de 300 espèces. Au printemps fleurissent les Anémones pulsatilles ainsi que 14 espèces d'orchidées comme l'Orchis bouc, l'Orchis pyramidal.

### Faune
L'avifaune compte 42 espèces dont la Pie-grièche écorcheur.
On recense 8 espèces de chauves-souris sur le site dont le Grand rhinolophe.
Pour les reptiles, on trouve le Lézard des souches et le Lézard des murailles.
La faune des invertébrés est très nombreuse avec 72 espèces de papillons dont 17 sont rares comme le Damier de la succise. On trouve également sur le site la Mante religieuse et l'Oedipode turquoise.

## Intérêt touristique et pédagogique
Un sentier de promenade partant de Puzieux (parking entre  Puzieux et Xocourt) permet de découvrir le site. Le détail du sentier est consultable sur le carnet de découverte. L’accès du public est libre toute l’année dans le respect de la réglementation. 

## Administration, plan de gestion, règlement
La Réserve Naturelle régionale est gérée par le Conservatoire d’espaces naturels de Lorraine. Le plan de gestion a été validé par le CSRPN le 20/01/2011. 
L'entretien des milieux est assuré par le pâturage de moutons de race Est à laine Mérinos, complété par des actions mécaniques (débroussaillage, gestion des refus de pâturage). 

### Outils et statut juridique
Le site a été recensé dans l'inventaire des Zones Naturelles d'Intérêt Ecologique Faunistique et Floristique du Ministère de l'Environnement (Fiche datant de 1986, sous le numéro 0004/0001).
Le site fait partie de l’inventaire des Espaces Naturels Sensibles du département de la Moselle : fiche N°79.
Dans le cadre de la Directive Habitats, ce site a inscrit au réseau Natura 2000 : site FR4100169 de la « Côte de Delme et des Carrières de Tincry ». Le Document d’objectifs a été validé par le Comité de Pilotage du 3 novembre 2004.
La Reserve Naturelle Régionale a été créée par délibération du Conseil régional de Lorraine du 29 juin 2007 pour une durée de 12 ans reconductible.